# Brycinus luteus
Brycinus luteus är en fiskart som först beskrevs av Roman, 1966.  Brycinus luteus ingår i släktet Brycinus och familjen Alestidae. IUCN kategoriserar arten globalt som sårbar. Inga underarter finns listade.